# Delta Clipper
Delta Clipper o Delta Clipper Experimental, era el desarrollo final de un cohete, con el prototipo inicial llamado DC-X, posteriormente modificado y denominado DC-XA. Fue un prototipo experimental a escala de un tercio para el desarrollo final de un cohete de una sola etapa (SSTO) capaz de despegar y aterrizar en vertical de la compañía McDonnel Douglas para el gobierno de Estados Unidos desarrollado desde 1990 hasta 1996. El DC-X voló por primera vez el 18 de agosto de 1993 y fue el primer vehículo suborbital en lograr aterrizar en vertical. 
El programa finalizó tras un accidente y la cancelación de la financiación para reasignar a otros proyectos de la NASA como el Lockheed Martin X-33.

## Historia
La agencia del gobierno de Estados Unidos, Iniciativa de Defensa Estratégica (del inglés: Strategic Defense Initiative, SDI) se había creado en 1983 con el gobierno de Ronald Reagan durante los años finales de la llamada guerra fría contra la Unión Soviética para financiar el desarrollo de nuevas y costosas armas para la defensa de misiles balísticos.
En 1990 publica un concurso para el desarrollo de un nuevo tipo de cohete con capacidad de despegar y aterrizar en vertical. La idea era presentar un prototipo económico y alternativo al costoso transbordador STS con un coste superior a 500 millones de dólares cada lanzamiento. El proyecto para Delta Clipper tenía que ser un cohete de casi 40 metros de altura y masa de alrededor de unas 35 toneladas, con capacidad de 425 toneladas de hidrógeno y oxígeno líquido. 
Se presentaron seis compañías, cuatro de las cuales propusieron lanzadores plenamente verticales: McDonnell Douglas, Rockwell International, General Dynamics y Boeing, proponiendo las otras dos Grumman y Third Millennium, vehículos lanzados desde una aeronave en vuelo. Se seleccionaron para desarrollar el diseño inicial a las cuatro primeras compañías con 12 millones de dólares.

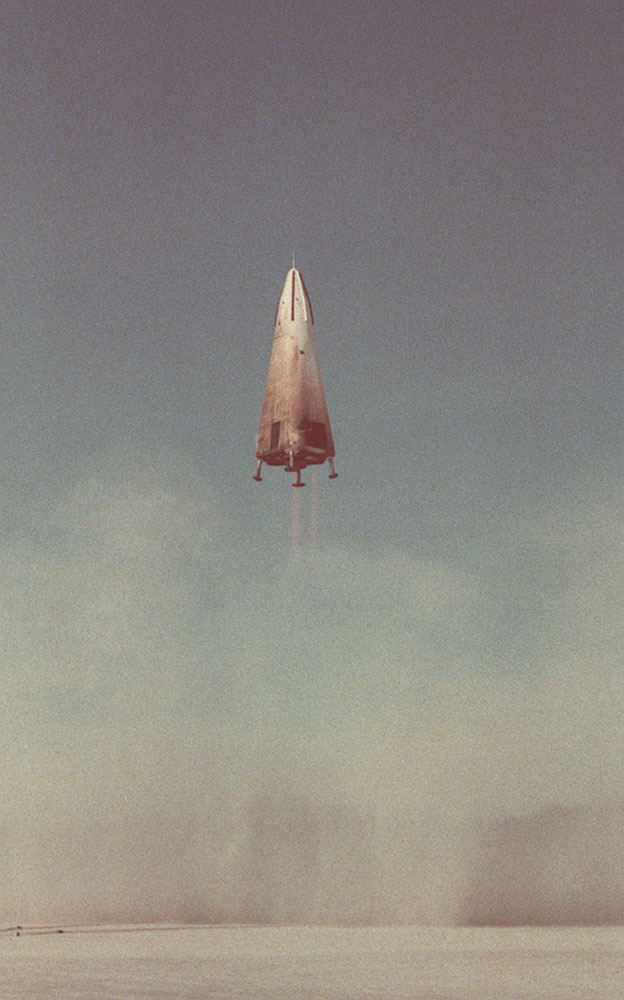
Primer vuelo.

La siguiente fase del programa consistió en la construcción de un demostrador con las siglas de «X» (del inglés, experimental) a escala y más tarde de un prototipo «Y» tal como era habitual en los programas aeronáuticos del ejército de Estados Unidos. 

### DC-X
En agosto de 1991, la compañía de McDonnell Douglas fue seleccionada con un presupuesto de 60 millones de dólares para la construcción del prototipo DC-X.
El DC-X fue concebido para probar las maniobras necesarias para el acercamiento y el aterrizaje tras una reentrada con el morro por delante (concepto opuesto a la reentrada con la base del vehículo por delante). El concepto de "reentrada con el morro por delante" habría reducido las cargas debidas a la desaceleración para usar así su forma como si fuera un cuerpo sustentador con el fin de maniobrar durante el regreso. Solo cuando la nave hubiese descendido hasta los seis kilómetros de altura aproximadamente se colocaría otra vez en posición vertical de cara al aterrizaje.
Debía ser capaz de verificar la capacidad de despegue y aterrizaje vertical, demostrar tener cierta maniobrabilidad en régimen de vuelo subsónico, validar los conceptos de "mantenimiento e infraestructuras similares a los de un aeroplano" para demostrar un bajo coste económico y demostrar la eficacia de un desarrollo rápido de un prototipo.

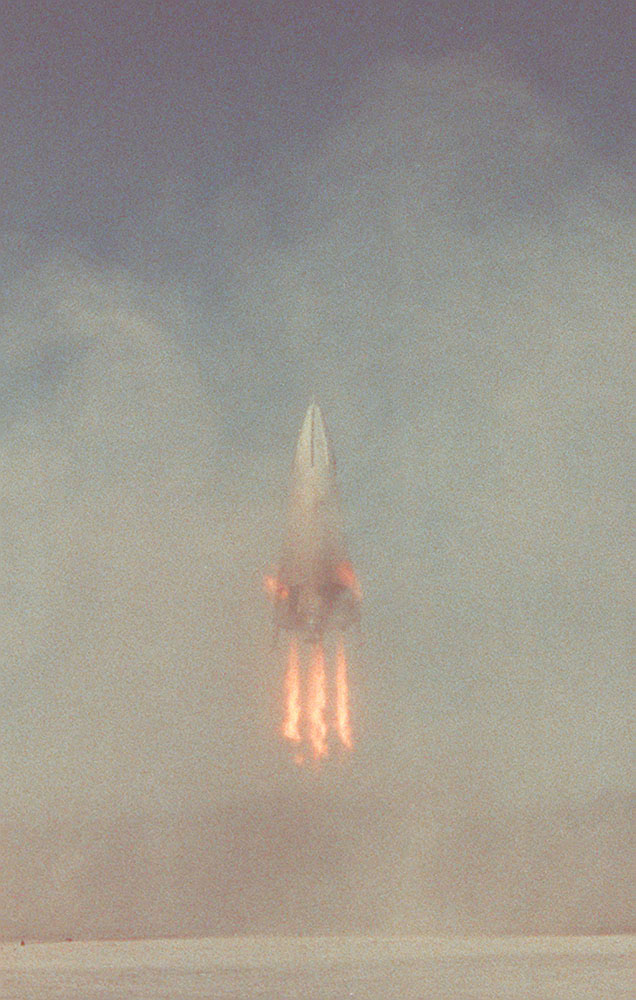
Primer aterrizaje. Las llamas amarillas son debidas al bajo impulso del motor, produciendo una menor temperatura de combustión.

Bajo el nombre de: prueba de desarrollo de tecnología de cohete de una sola etapa DC-X (en inglés: «Single Stage Rocket Technology DC-X Test Program Environmental Assessment»), los requisitos eran la construcción de un vehículo experimental suborbital recuperable entre tres y siete días, capaz de llevar una carga de más de mil kilogramos a más de cuatrocientos kilómetros de altura, despegando y regresando en vertical (VTOL) al sitio de lanzamiento aterrizando suavemente y de manera precisa.
El programa se centró en el uso de tecnologías y sistemas ya existentes. El sistema de propulsión consistía en un tanque estándar en la industria aeroespacial, construido en aleación de aluminio 2219, con combustible de hidrógeno líquido (LH2) y oxígeno líquido (LO2) alimentando a cuatro motores Pratt & Whitney RL10 A-5. Estos motores eran una versión modificada de los históricos RL10, empleados en el programa Apolo y los cohetes Centauro. Alimentado por baterías de 28 voltios y con un control de vuelo autónomo y no tripulado, el diseño del fuselaje fabricado por Scaled Composites, era compuesto de grafito y resina epoxi con un diseño de tren de aterrizaje retráctil.
El prototipo, con un coste de tan solo 60 millones, se construyó por partes con un centenar de personas en 21 meses.
Las pruebas se realizaron en las instalaciones de la NASA en White Sands. El 18 de agosto de 1993 realizó su primer vuelo con éxito durante 58 segundos. El 11 y 30 de septiembre se realizaron los dos siguientes vuelos de prueba. 
Con una ampliación de financiación por parte de la NASA y de la agencia ARPA, el programa se continuó el 20 de junio de 1994 con un vuelo de 136 segundos. El siguiente vuelo, el 27 de junio de 1994 sufrió un accidente que provocó una explosión aunque la nave consiguió por sí misma cancelar el vuelo y aterrizar de manera exitosa.  
El 6 de mayo de 1995, el 12 de junio y el 7 de julio fueron los siguientes vuelos. En el último vuelo, el DC-X alcanzó un récord de altura al llegar a los 2500 metros pero realizó un aterrizaje duro que provocó daños en el fuselaje. Las reparaciones no eran posible por no contar con mayor financiación.

### DC-XA

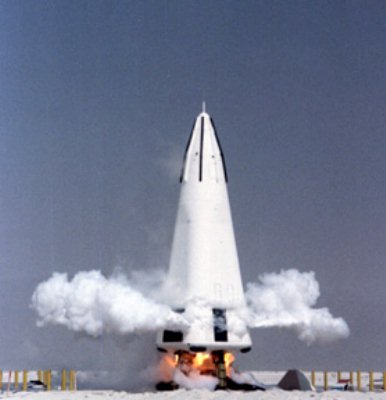
El DC-XA en despegue.

La NASA se hizo cargo del proyecto y renovó la financiación. De tal manera que el DC-X se reparó y se rediseñó para pasar a llamarse DC-XA (del inglés, «Delta Clipper Experimental Advanced») o  DC-XA Clipper Graham. Incluía modificaciones con nuevas tecnologías, por ejemplo en la construcción de los tanques de combustible, el separador de los combustibles, utilizando nuevos materiales compuestos. El tanque de oxígeno líquido será construido con una aleación de aluminio y litio (aluminio 1460, en vez del 2219) construido por la empresa rusa RKK Energiya y un sistema de control a reacción mejorado, construido por Aerojet. Estas mejoras y nuevas tecnologías redujeron el peso de la nave en 620 kilogramos.
El vehículo modificado fue probado el 18 de mayo de 1996 y durante el aterrizaje tuvo un pequeño fuego que provocó un sobrecalentamiento del fuselaje. Fue reparado y realizó dos vuelos más el 7 y 8 de junio, en un plazo de tan solo 26 horas. En el segundo vuelo además consiguió alcanzar una altura de 3140 metros y un tiempo de vuelo de 142 segundos.
En el último vuelo, el 31 de julio de 1996, una de las tres patas del tren de aterrizaje no se desplegó al tomar suelo y el prototipo volcó, provocando la rotura del tanque de combustible de oxígeno líquido y explosionando haciendo irrecuperable el prototipo. La investigación demostró que el técnico no conectó el sistema hidráulico en dicha pata, que no pudo extenderse de su posición retráctil en vuelo para servir de apoyo junto a las otras dos patas.
Después del accidente, se canceló el programa y la NASA enfocó a dos proyectos el presupuesto, el Lockheed Martin X-33 y Orbital Sciences X-34 que posteriormente también terminarían cancelados por su alto coste y compleja construcción.

## Especificaciones
- Forma cónica, 12 metros de altura, 4,1 metros de diámetro
- Masa lleno: 18.900 kg
- Masa vacío: 9.100 kg
- Propulsión: cuatro motores RL10 A5, basados en el histórico RL10, con cardán para variar el ángulo de impulso en ± 8 grados, cada uno capaz de generar 6.100 kgf de empuje. Cada uno de los motores podía variar su impulso entre el 30% y el 100%
- Controles de reacción: cuatro propulsores de hidrógeno/oxígeno gaseosos, con una fuerza de unos 18 N cada uno
- Guía, navegación y aviónica de control: ordenador de a bordo de 32 bits y 4,5 Mips, sistema de navegación F-15 con giroscopios de anillo láser. Sistema de giroscopio y acelerómetro F/A-18. Receptor GPS. Sistema de telemetría digital. Altímetro radar
- Sistema hidráulico: sistema hidráulico estándar para aeronaves para el control de cinco flaps aerodinámicos y ocho actuadores de cardán (dos por motor)
- Materiales:
  - Casco y escudo térmico: compuesto de grafito y epoxi, con recubrimiento térmico de silicio
  - Tanques de propulsión: aleación de aluminio 2219
  - Soportes estructurales: aluminio
  - Tren de aterrizaje: construcción en acero y titanio